# Comisión de Normas de Contabilidad Financiera
La Comisión de Normas de Contabilidad Financiera de Panamá o Nocofin fue creada por la Junta Técnica de Contabilidad de Panamá en 1986.  Está formada por contadores públicos autorizados nombrados por las asociaciones profesionales de contabilidad registrados ante la Junta Técnica de Contabilidad y de profesores contadores públicos autorizados de las universidades reconocidas por el Estado que imparten la carrera de Contabilidad.   
La responsabilidad principal de la comisión es la de adoptar normas de contabilidad financiera en Panamá, los cuales irán registrándose de tiempo en tiempo por la Junta Técnica de Contabilidad a fin de oficializarlas.
Entre 1992 y 1994, la Comisión emitió 10 Normas de Contabilidad Financiera, mismas que fueron publicadas a través de Gaceta Oficial.
En el 2005 se facultó a la Comisión de Normas de Contabilidad Financiera (Nocofin), para que recomendara las acciones reglamentarias que se requirieran, aplicables a las Normas Internacionales de Contabilidad (NICs) y las Normas o Guías Internacionales de Auditoría (NIAs o ISAs por su sigla en inglés) emitidas por los organismos internacionales.
A pesar de que en el año 2005 se adoptaron las Normas Internacionales de Información Financiera (NIIF), las Nocofin no han sido suspendidas del registro oficial creado por la Junta Técnica de Contabilidad.  Esto se debe a que la resolución 4-98 por el cual eran excluidas del registro de normas de contabilidad financiera fue anulada por la Corte Suprema de Justicia.   Antes que fueran adoptadas las NIIFs en Panamá, éstas eran usadas en forma supletoria a las Nocofin cuando existían vacíos en una Nocofin o cuando no existía una Nocofin en particular.
La comisión con el afán de promulgar las normas contables en Panamá se ha establecido metas y objetivos, y para esto ha creado 6 subcomisiones de trabajo:
- Contabilidad
- Auditoría
- Divulgación y relaciones públicas
- Consulta y práctica profesional
- Relaciones internacionales
- Ética y educación

## Junta Directiva de la comisión
La Junta Directiva de la Comisión para el año 2008 quedó constituido así
- Néstor O. Paz D (Presidente)
- Rebeca Rangel (Vicepresidente y tesorera)
- José Manuel Chu (Secretario)

## Miembros de la comisión
| Entidad representantada                                         | Nombre del comisionado |
| Entidad representantada                                         | 2008                   |
| Universidad de Panamá                                           | Carlos F. Changmarín   |
| Universidad Santa María La Antigua                              | Juan A. Collado C.     |
| Universidad Santa María La Antigua                              | Abel Vergara           |
| Asociación de Contadores Públicos Autorizados de Panamá         | Aminta Ortíz           |
| Asociación de Contadores Públicos Autorizados de Panamá         | Urbano Gálvez          |
| Asociación de Contadores Públicos Autorizados de Panamá         | Nestor Paz             |
| Asociación de Contadores Públicos Autorizados de Panamá         | Alfredo Cuadra         |
| Asociación de Contadores Públicos Autorizados de Panamá         | Bernardino Córdoba     |
| Asociación de Mujeres Contadoras Públicas Autorizadas de Panamá | Glenis Pinzón          |
| Asociación de Mujeres Contadoras Públicas Autorizadas de Panamá | Elizabeth de López     |
| Asociación de Mujeres Contadoras Públicas Autorizadas de Panamá | Yanira Serracín        |
| Asociación de Mujeres Contadoras Públicas Autorizadas de Panamá | María I. Bravo Z.      |
| Asociación de Mujeres Contadoras Públicas Autorizadas de Panamá | Rebeca Rangel          |
| Colegio de Contadores Públicos Autorizados de Panamá            | César Chong            |
| Colegio de Contadores Públicos Autorizados de Panamá            | Carlos Karamañitez     |
| Colegio de Contadores Públicos Autorizados de Panamá            | Gabriel Dutari         |
| Colegio de Contadores Públicos Autorizados de Panamá            | José M. Chu            |
| Colegio de Contadores Públicos Autorizados de Panamá            | Jorge Cano             |
| Movimiento de Contadores Públicos Independientes                | Luis Chen G.           |
| Movimiento de Contadores Públicos Independientes                | Guillermo Quiñonez     |
| Movimiento de Contadores Públicos Independientes                | Celia Rivera           |
| Movimiento de Contadores Públicos Independientes                | Augusto C. Rodríguez   |
| Movimiento de Contadores Públicos Independientes                | Osvaldo Samaniego      |